# دار علالو (بني مغدان)
دار علالو هو دُوَّار يقع بجماعة أزلا، إقليم تطوان، جهة طنجة تطوان الحسيمة في المملكة المغربية. ينتمي الدوّار لمشيخة بني مغدان التي تضم 3 دواوير. يقدر عدد سكانه بـ 3153 نسمة حسب الإحصاء الرسمي للسكان والسكنى لسنة 2004.

## روابط خارجية
- البوابة الوطنية للجماعات الترابية نسخة محفوظة 12 مارس 2018 على موقع واي باك مشين.
- المندوبية السامية للتخطيط